# Pomnik króla Władysława Jagiełły w Przeworsku
Pomnik króla Władysława Jagiełły w Przeworsku – pomnik króla Władysława Jagiełły znajdujący się na Rynku w Przeworsku w sąsiedztwie Ratusza.

## Historia
Pomnik został wzniesiony z okazji obchodów 500-lecia Bitwy pod Grunwaldem w 1910 z inicjatywy mieszkańców Przeworska. Władysław Jagiełło nadał bowiem w 1393 prawa miejskie Przeworskowi. W czasie okupacji niemieckiej pracownicy miejscy ukryli posąg. Po wyzwoleniu wrócił na swoje miejsce w 1960. Obecnie opiekę nad obiektem sprawuje Zespół Szkół Ogólnokształcących i Zawodowych w Przeworsku. W 2005 przeprowadzono renowację pomnika.

## Opis
Na cokole widnieje postać króla Władysława Jagiełły wykonana z piaskowca. Poniżej umieszczona jest tablica z inskrypcją o następującej treści:

W 550. rocznicę
zwycięstwa pod Grunwaldem
w miejsce
zniszczonej przez okupanta
hitlerowskiego
w roku 1940
Tablicę tę funduje
Społeczeństwo Przeworskie
z okazji rozpoczęcia obchodu
Tysiąclecia Państwa Polskiego
i Siedemsetlecia Miasta
w roku 1960.

 Stan zachowania pomnika można określić jako bardzo dobry.